# Las Lamas (León)
Las Lamas es una localidad perteneciente al municipio de Vega de Valcarce en la comarca leonesa del Bierzo. Su población, en 2013, es de ocho habitantes. Forma, junto a San Tirso, una Entidad Local Menor cuyo alcalde pedáneo es Emilio Núñez Juanes (PSOE).

## Comunicaciones y transportes

### Carreteras
La principal vía de acceso a Las Lamas es la carretera N-006a.

### Autobús
Las Lamas contaba con servicio regular de autobús operado por Autocares González y de la Riva a, entre otras localidades, Vega de Valcarce, Villafranca del Bierzo, Ponferrada, Piedrafita del Cebrero, Becerreá y Lugo.